# 米斯巴赫
米斯巴赫（德語：Miesbach，發音：[ˈmiːsˌbax] ⓘ）是德国巴伐利亚州上巴伐利亚行政区米斯巴赫县的城市，也是米斯巴赫县的县治，面积32.44平方千米，2023年12月31日人口为12,109人。